# Ga Jungnang
Ga Jungnang (Tiếng Hàn: 중랑역, Hanja: 中浪驛) là ga tàu điện ngầm của Tuyến Gyeongui–Jungang và Tuyến Gyeongchun ở Junghwa-dong, Jungnang-gu, Seoul.

## Lịch sử
- 16 tháng 12 năm 2005: Hoạt động kinh doanh bắt đầu với việc khai trương Tàu điện ngầm Seoul tuyến Jungang[1]
- 26 tháng 9 năm 2016: Tuyến Gyeongchun mở rộng tới Ga Cheongnyangni, 20 chuyến một chiều

## Bố trí ga
| ↑ Sangbong |
| \| ２      |
| Hoegi ↓    |

| 1 | ● Tuyến Gyeongui–Jungang | Địa phương | → Hướng đi Sangbong · Mangu · Deokso · Jipyeong → |
| 1 | ● Tuyến Gyeongchun       | Địa phương | → Hướng đi Toegyewon · Gapyeong · Chuncheon →     |
| 2 | ● Tuyến Gyeongui–Jungang | Địa phương | ← Hướng đi Cheongnyangni · Yongsan · Munsan       |
| 2 | ●Tuyến Gyeongchun        | Địa phương | ← Hướng đi Hoegi · Cheongnyangni                  |

## Xung quanh nhà ga
- Trung tâm phúc lợi hành chính Junghwa 2-dong
- Trung tâm an ninh Junghwa 2
- Công viên trẻ em Baekhak
- Trường trung học cơ sở Jangan
- Phó thị trưởng Jungnang Gyo-dong
- Trung tâm Công an Bonghwang
- Công viên Sangbong
- Chi nhánh KT Jungnang
- Trường tiểu học Seoul Jungnang
- Công viên Cheongni
- Nhà Thờ Susan
- Trung tâm phúc lợi văn hóa Trung Quốc

## Hình ảnh

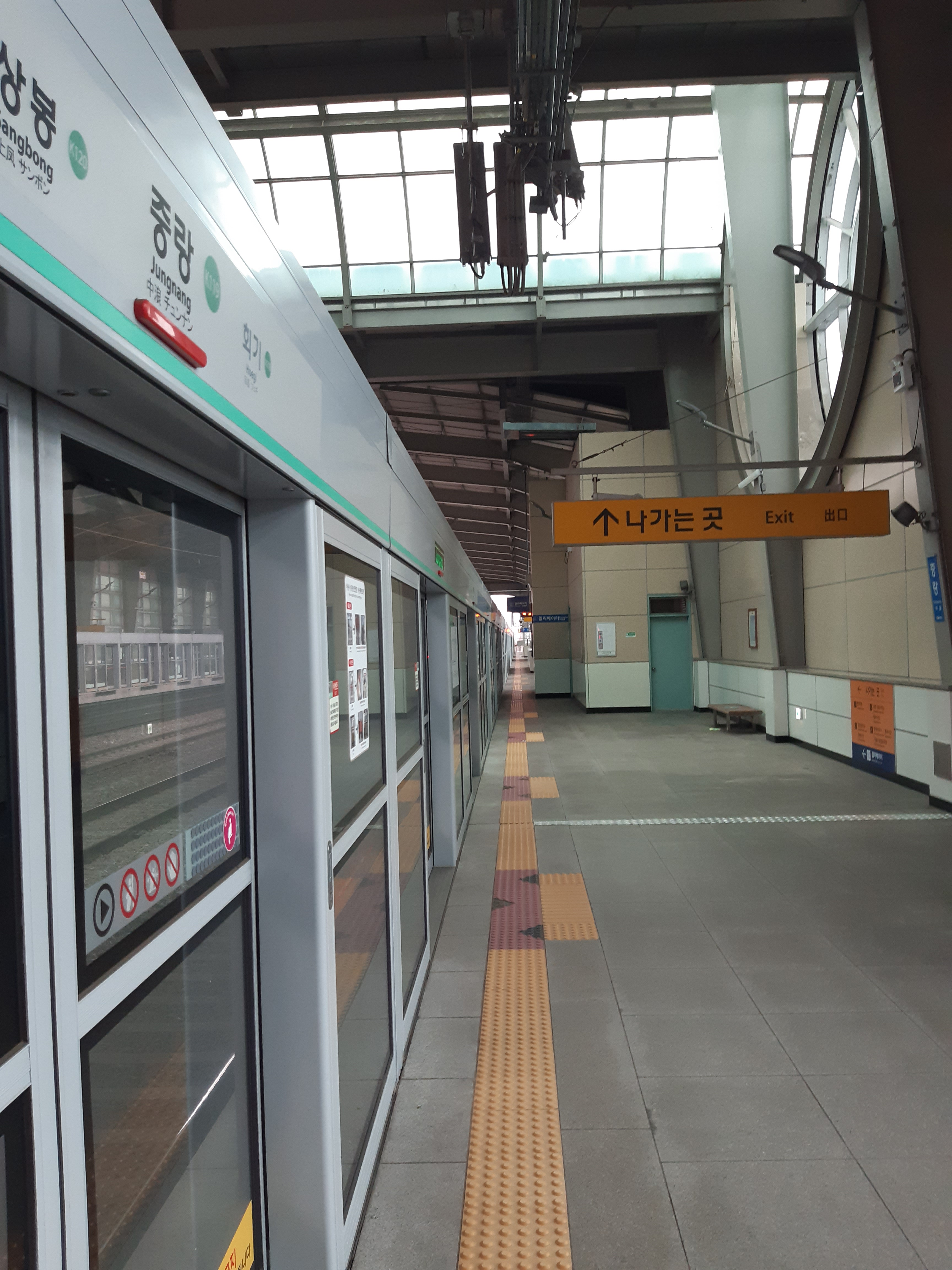
Sân ga
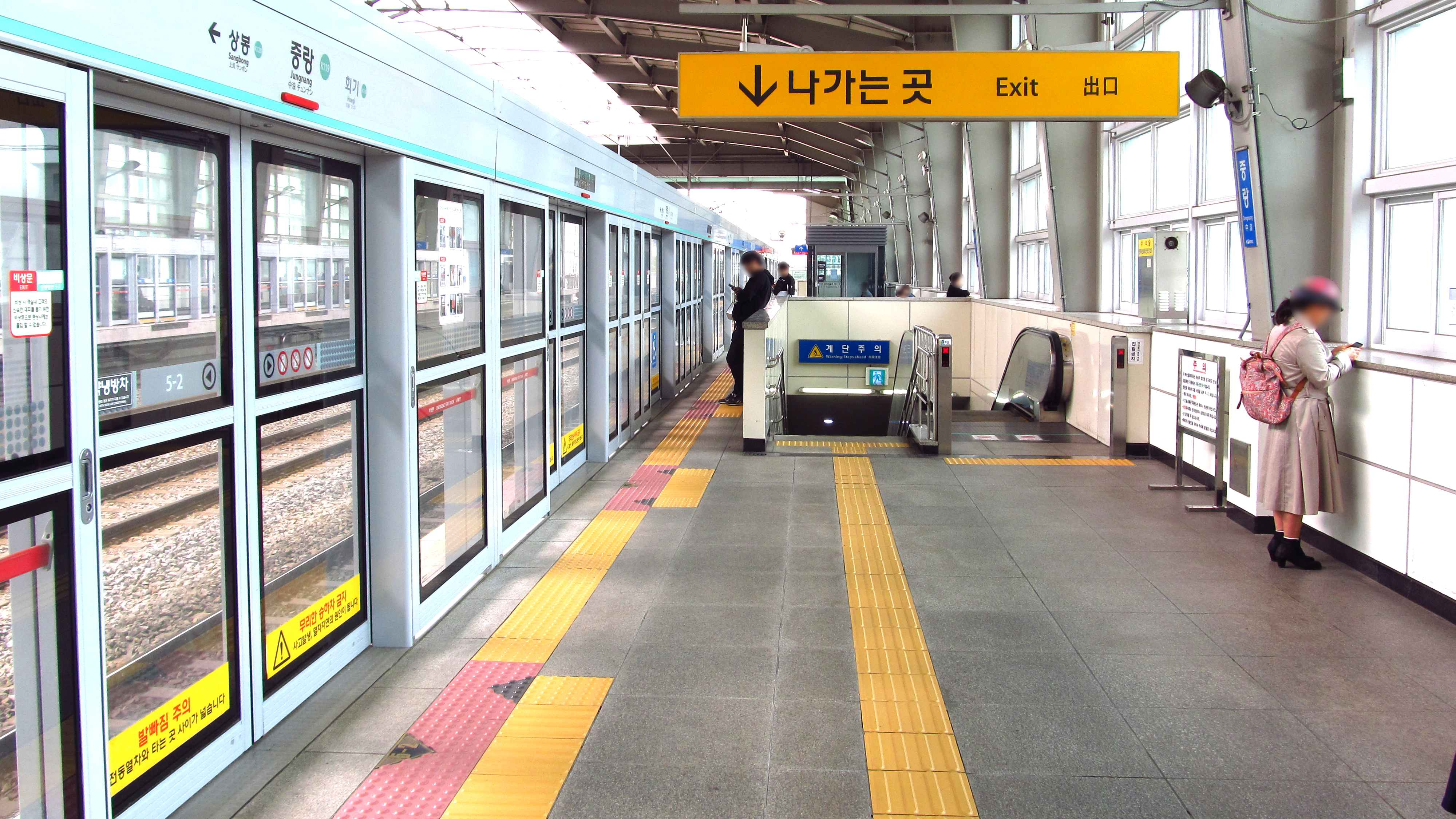
Sân ga 2
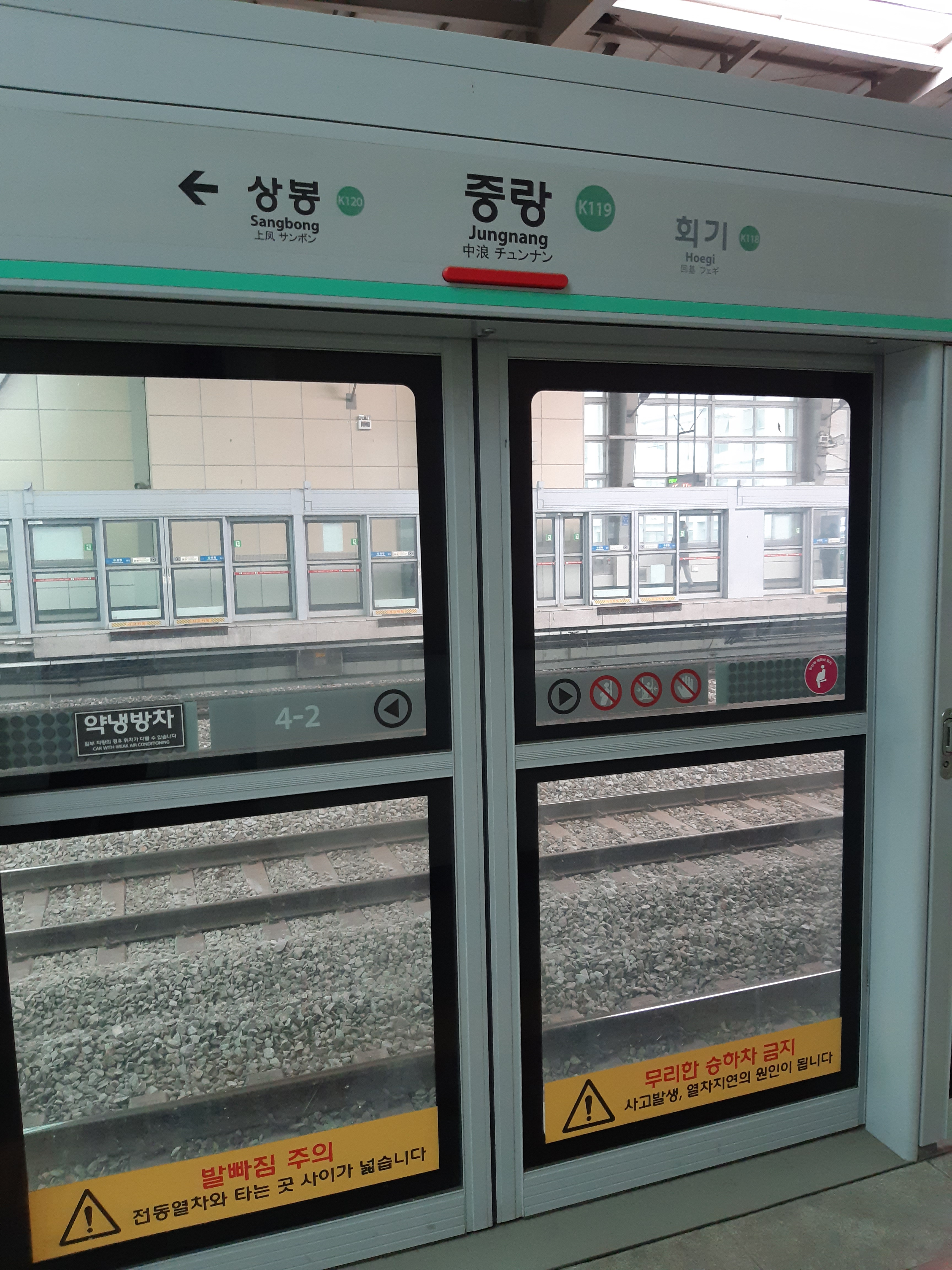
Cửa chắn sân ga
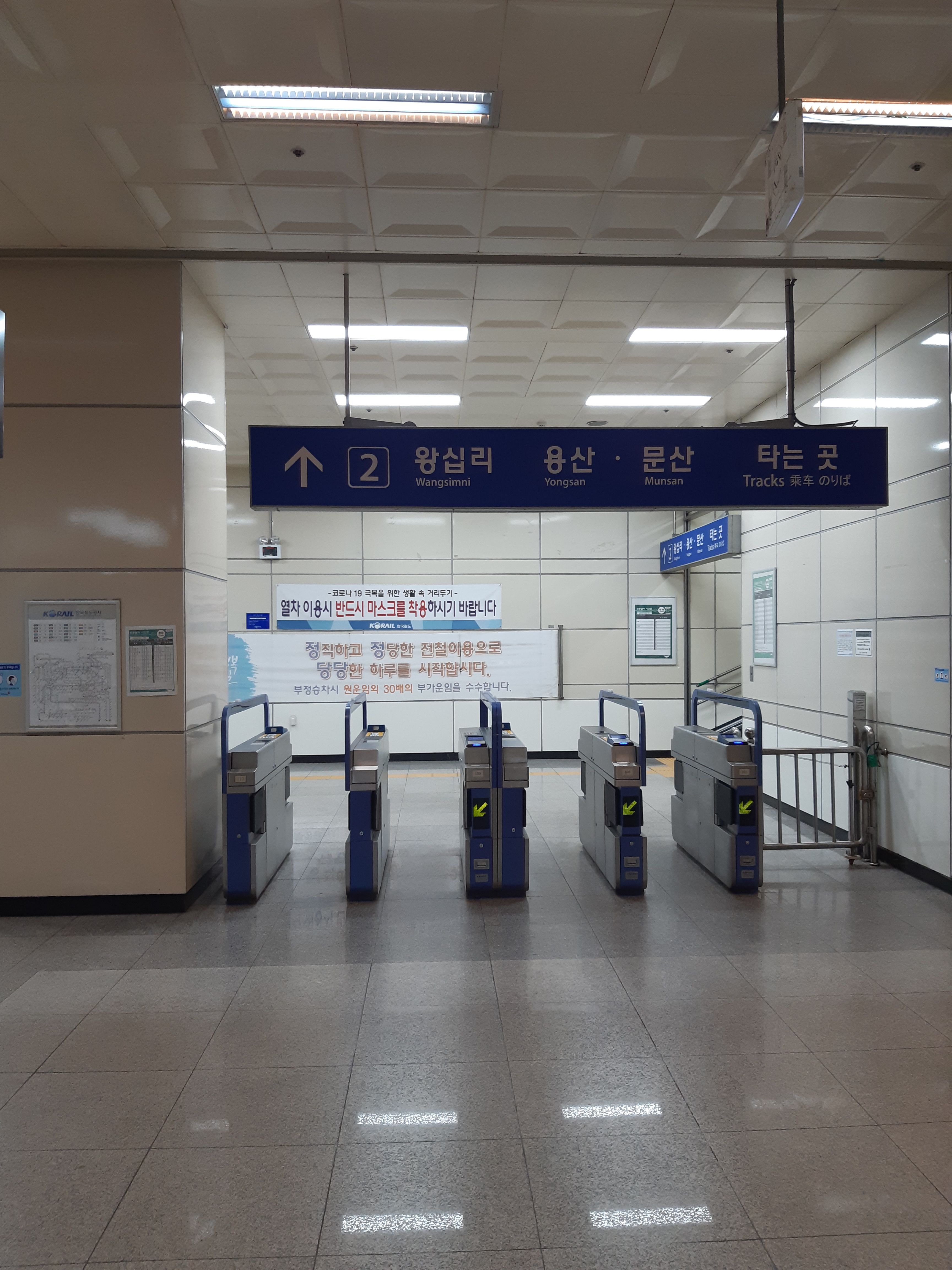
Cửa soát vé
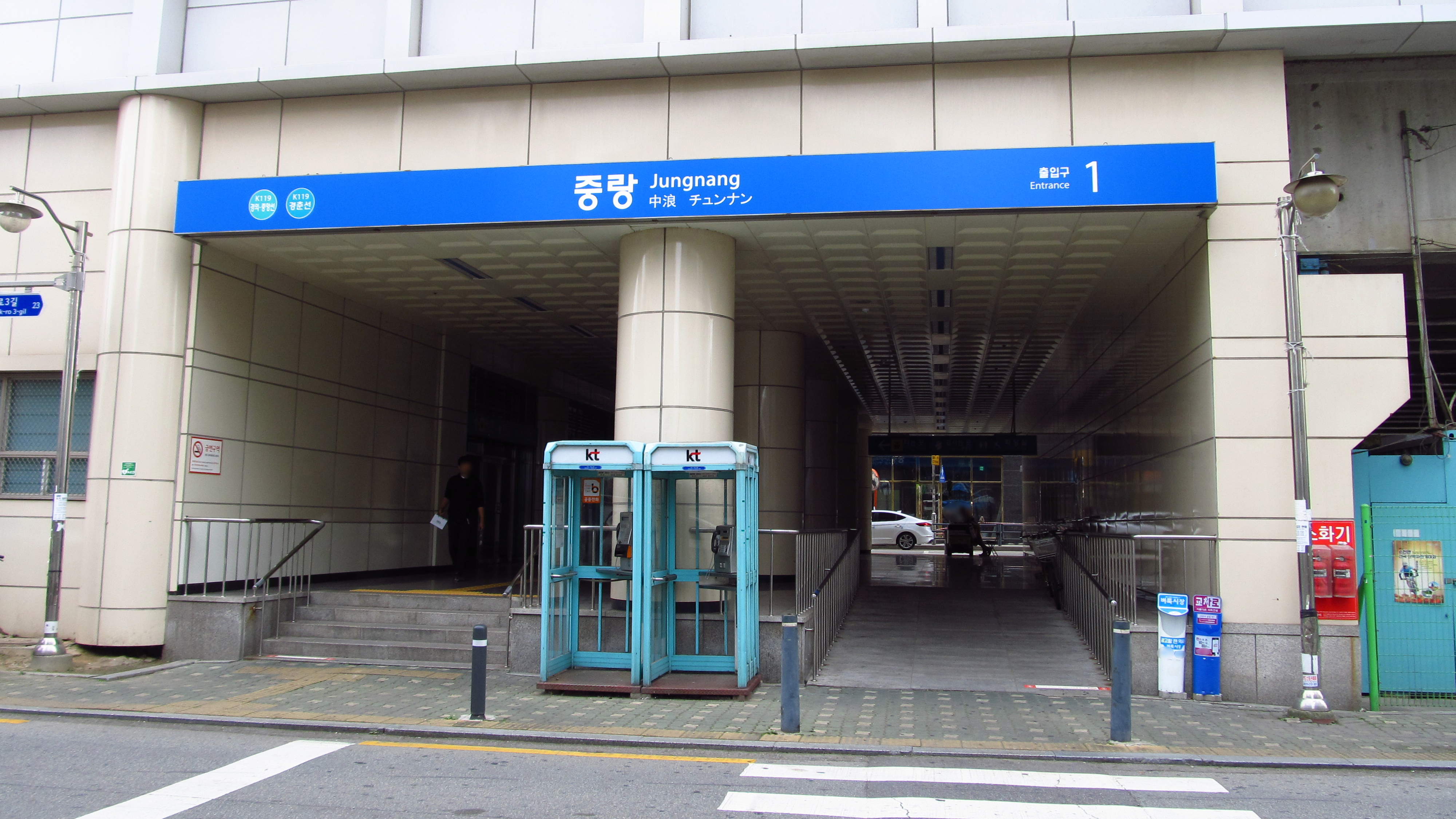
Lối vào 1
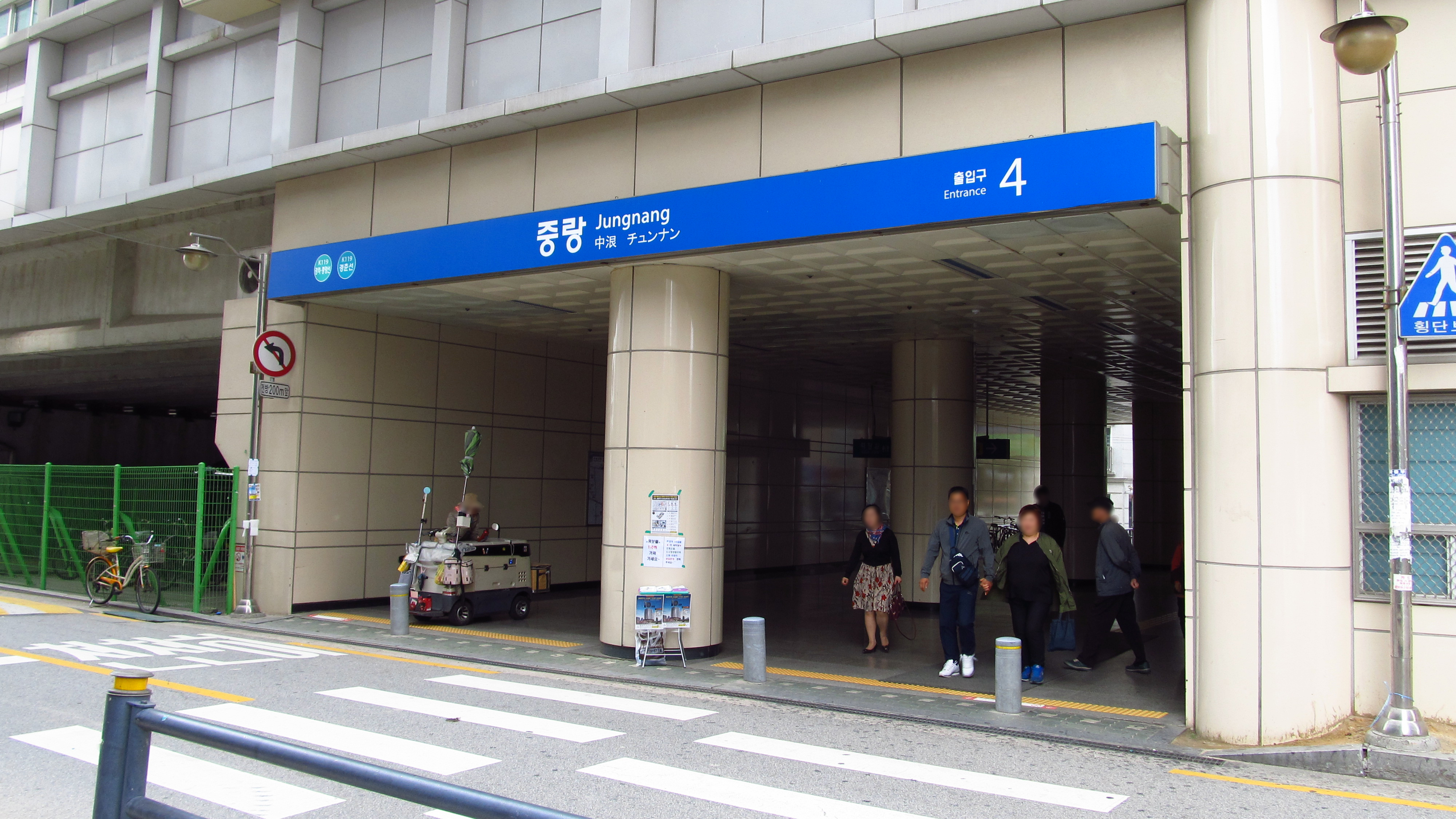
Lối vào 4